# 357 v.Chr.
Het jaar 357 v.Chr. is een jaartal volgens de christelijke jaartelling.

## Gebeurtenissen

### Perzië
- De Perzische satraap Maussollos van Carië bezet Rhodos.

### Griekenland
- De Bondgenotenoorlog breekt uit, Byzantium en de eilandstaten Chios, Kos en Rhodos komen in opstand.
- De Atheense vloot onder Chares wordt verslagen en Chabrias sneuvelt tijdens een zeegevecht bij Chios.
- Philippus van Macedonië verovert de Atheense handelskolonie Amphipolis.
- Philippus II bezet het Pangaion Gebergte, hier liggen de Thracische goud en zilvermijnen.
- Philippus II trouwt met prinses Olympias van Epirus.

### Italië
- Dio van Syracuse verzamelt op Zakynthos een Grieks huurlingenleger en zeilt naar Sicilië.
- Dio werpt de tirannie van Dionysius II van Syracuse omver, waarop deze naar het eiland Ortygia vlucht.

## Overleden
- Chabrias, Grieks veldheer